# Bertram Boltwood
Bertram Borden Boltwood (Amherst, 27 de julho de 1870 — Hancock Point, 15 de agosto de 1927) foi um pioneiro da radioquímica estadunidense.

## Vida
Boltwood frequentou a Universidade de Yale, tornou-se professor lá e em 1910 foi nomeado chefe do primeiro departamento acadêmico de radioquímica. Ele estabeleceu que o chumbo era o produto final da decomposição do urânio, observou que a proporção chumbo-urânio era maior em rochas mais antigas e, seguindo uma sugestão de Ernest Rutherford , foi o primeiro a medir a idade das rochas pela decomposição de de urânio a chumbo, em 1907. Obteve resultados de idades de 400 milhões a 2,2 bilhões de anos, o primeiro uso bem-sucedido de decaimento radioativo por datação química de (urânio-chumbo). Mais recentemente, os depósitos minerais mais antigos foram datados em cerca de 4,4 bilhões de anos, perto da melhor estimativa da idade da terra.
Seu trabalho com a série de decaimento do urânio levou à descoberta do "pai" do rádio, um novo elemento que ele chamou de iôn. Uma vez que a existência de isótopos foi estabelecida, o iôn mostrou ser de fato um isótopo de tório-230. Embora Boltwood não tenha obtido seu elemento na tabela periódica, mais tarde ele obteve um mineral homônimo: Boltwoodite foi batizado em sua homenagem.
Em seus últimos dias, Boltwood sofreu de depressão e cometeu suicídio em 15 de agosto de 1927.